# Quiruvilca (distrito)
Quiruvilca é um distrito do Peru, departamento de La Libertad, localizada na província de Santiago de Chuco.

## Transporte
O distrito de Quiruvilca é servido pela seguinte rodovia:
- PE-3N, que liga o distrito de La Oroya (Região de Junín) à Puerto Vado Grande (Fronteira Equador-Peru) no distrito de Ayabaca (Região de Piura)
- PE-10A, que liga o distrito à cidade de Trujillo (distrito)
- LI-121, que liga o distrito à cidade de Chao
- LI-115, que liga o distrito de Huamachuco à cidade de Sitabamba
- LI-117, que liga o distrito à cidade de Cachicadán [1][2][3]